# Jordbävningen på Joniska öarna 1953
Jordbävningen på Joniska öarna 1953 var en jordbävning som slog till mot södra Joniska öarna i Grekland den 12 augusti 1953. I mitten av månaden nedtecknades over 113 jordskalv i området mellan Kefalinia och Zakynthos, och den mest förödande inträffade den 12 augusti samma år. Skalvet uppmättes till 7.2 på ytvågsmagnitudskalan, och hela ön Kefalinias höjdläge ökade med 60 centimeter,. Skalvet ledde till stora skador på öarna Kefalinia och Zakynthos.